# Municipio Puerto Rico
Das Municipio Puerto Rico ist ein Verwaltungsbezirk im Departamento Pando im Tiefland des südamerikanischen Anden-Staates Bolivien.

## Lage im Nahraum
Das Municipio Puerto Rico ist eines von drei Municipios der Provinz Manuripi und umfasst deren zentralen Bereich. Es grenzt im Westen an das Municipio Filadelfia, im Süden an das Municipio Sena der Provinz Madre de Dios, im Osten an das Municipio San Pedro, im Nordosten an das Municipio Santa Rosa del Abuná der Provinz Abuná und im Nordwesten an das Municipio Bella Flor der Provinz Nicolás Suárez.
Das Municipio erstreckt sich zwischen etwa 11° 00' und 11° 51' südlicher Breite und 67° 00' und 68° 00' westlicher Länge, seine Ausdehnung von Westen nach Osten beträgt bis zu 110 Kilometer und von Norden nach Süden bis zu 65 Kilometer.
Das Municipio umfasst 58 Gemeinden (localidades), der zentrale Ort des Municipios ist die Landstadt Puerto Rico mit 2672 Einwohnern (Volkszählung 2012) am Nordrand des Municipios. Einzige sonstige nennenswerte Ortschaft in dem Municipio ist Conquista mit 504 Einwohnern im südlichen Teil des Municipios wenige Kilometer vom Río Madre de Dios entfernt.

## Geographie
Das Municipio Puerto Rico liegt im bolivianischen Teil des Amazonasbeckens im feuchtheißen Tropenklima der Äquatorialzone.
Die mittlere Durchschnittstemperatur der Region liegt bei knapp 26 °C und schwankt sowohl im Jahres- wie im Tagesverlauf nur unwesentlich, allein in den trockenen Wintermonaten von Juni bis August liegt sie aufgrund der nächtlichen Wärmeabstrahlung bei offener Wolkendecke geringfügig niedriger (siehe Klimadiagramm Porvenir). Der Jahresniederschlag beträgt etwa 1.900 mm und weist während der Regenzeit über mehr als die Hälfte des Jahres Monatswerte zwischen 150 und 300 mm auf, nur in der kurzen Trockenzeit von Juni bis August sinken die Niederschläge auf Monatswerte unter 50 mm.

## Bevölkerung
Die Bevölkerungszahl des Municipio Puerto Rico ist zwischen 1992 und 2024 auf das Doppelte angestiegen:
| Jahr | Einwohner | Quelle       |
| ---- | --------- | ------------ |
| 1992 | 3640      | Volkszählung |
| 2001 | 4003      | Volkszählung |
| 2012 | 6230      | Volkszählung |
| 2024 | 7217      | Volkszählung |

Die Bevölkerungsdichte bei der letzten Volkszählung von 2024 betrug 1,36 Einwohner/km², der Alphabetisierungsgrad bei den über 6-Jährigen hatte sich von 82,3 Prozent (1992) auf 86,1 Prozent (2001) verbessert. Die Lebenserwartung der Neugeborenen im Jahr 2001 betrug 59,3 Jahre, die Säuglingssterblichkeit hatte sich von 8,1 Prozent (1992) auf 8,3 Prozent im Jahr 2001 geringfügig verschlechtert.
99,7 Prozent der Bevölkerung sprechen Spanisch, 1,4 Prozent sprechen Quechua und 0,7 Prozent sprechen Aymara. (2001)
69,1 Prozent der Bevölkerung haben keinen Zugang zu Elektrizität, 35,2 Prozent leben ohne sanitäre Einrichtung. (2001)
66,5 Prozent der insgesamt 728 Haushalte (2001) besitzen ein Radio, 18,8 Prozent einen Fernseher, 41,1 Prozent ein Fahrrad, 10,9 Prozent ein Motorrad, 3,2 Prozent ein Auto, 5,1 Prozent einen Kühlschrank, und 0,7 Prozent ein Telefon. (2001)

## Politik
Ergebnis der Regionalwahlen (concejales del municipio) vom 4. April 2010:
| Wahl- berechtigte |  | Wahl- beteiligung | gültige Stimmen |  | MAS-IPSP | CP     |
| ----------------- |  | ----------------- | --------------- |  | -------- | ------ |
| 2.963             |  | 2.357             | 2.020           |  | 1.047    | 973    |
|                   |  | 79,5 %            | 85,7 %          |  | 51,8 %   | 48,2 % |

Ergebnis der Regionalwahlen (elecciones de autoridades políticas) vom 7. März 2021:
| Wahl- berechtigte |  | Wahl- beteiligung | gültige Stimmen |  | MAS-IPSP | MTS     | CID     | PASO    | VIDA   | P.S.T. |
| ----------------- |  | ----------------- | --------------- |  | -------- | ------- | ------- | ------- | ------ | ------ |
| 4.365             |  | 3.249             | 2.843           |  | 1.148    | 870     | 463     | 308     | 27     | 27     |
|                   |  | 74,43 %           | 87,50 %         |  | 40,38 %  | 30,60 % | 16,29 % | 10,83 % | 0,95 % | 0,95 % |

## Gliederung
Das Municipio Puerto Rico untergliederte sich bei der Volkszählung 2012 in die folgenden beiden Kantone (cantones):
- 09-0201-01 Kanton Conquista – 22 Gemeinden – 1.188 Einwohner
- 09-0201-02 Kanton Victoria (Puerto Rico) – 20 Gemeinden – 4.565 Einwohner
- 09-0201-03 Kanton El Carmen – 16 Gemeinden – 486 Einwohner

## Ortschaften im Municipio Puerto Rico
- Kanton Victoria
  - Puerto Rico 2.672 Einw. – Conquista 504 Einw. – Batraja 264 Einw.

- Kanton El Carmen
  - Manchester 42 Einw.